# Slauerhoffbrug
Die Slauerhoffbrug ist eine bewegliche Brücke in der niederländischen Stadt Leeuwarden.
Eigentümlich an dieser Brücke ist ihre Bewegungsart: Beim Öffnen wird der gesamte Überbau der Brücke mit einer Brückendecke von 15 × 15 × 0,5 Meter aus den Widerlagern gehoben und schwenkt an zwei ausladenden Trägern um eine horizontale Achse nach oben, die um 45° gegen die Straßenachse gedreht neben der Straße steht. Bei vollständiger Öffnung steht die Brückendecke neben der Durchfahrt vertikal nach oben und gibt damit eine unbegrenzte Durchfahrtshöhe frei. Beim Absenken scheint die Brücke wieder mit der Straße zu „verschmelzen“.